# Беснате
Беснате (итал. Besnate) је насеље у Италији у округу Варезе, региону Ломбардија.
Према процени из 2011. у насељу је живело 5272 становника. Насеље се налази на надморској висини од 296 м.

## Становништво
| 1931. | 1936. | 1951. | 1961. | 1971. | 1981. | 1991. | 2001. | 2011. |
| ----- | ----- | ----- | ----- | ----- | ----- | ----- | ----- | ----- |
| 2.322 | 2.213 | 2.659 | 3.472 | 4.072 | 4.533 | 4.645 | 4.822 | 5.464 |